# Interstate ’76
Interstate '76 — компьютерная игра в жанре боевых гонок, разработанная и изданная компанией Activision в 1997 году для платформы Windows. У игры есть продолжение Interstate '82.

## Сюжет
Нефтяные месторождения иссякают, ввергая США в экономический хаос. Чтобы добить американскую экономику, ОПЕК нанял отъявленного негодяя Антонио Малочио (Antonio Malochio). В Америку Антонио прибыл с продажными полицейскими и целой армией наёмных убийц на автомобилях, оснащенных оружием.
Сестра главного героя (автогонщица) вступила в неравную борьбу с негодяями и погибла. Главный герой Грув Чемпион (Groove Champion) намеревается отомстить. В его распоряжении автомобиль «Picard Piranha» 1971 года выпуска, 2 пулемета калибра 0,30 дюйма и ракетная установка. Ему помогает Таурус (Taurus, бывший напарник сестры Грува, он едет на серой машине с черепом быка на капоте) и Скитер (Skeeter, механик, разъезжающий в фургончике).

## Игровой процесс
В игре присутствуют 30 автомобилей, 20 видов оружия, сюжетная линия из 17 миссий, мультиплеер и 6 одиночных миссий.
Повреждения: вмятины, двигатель дымится, машина взрывается при уничтожении и при падении на крышу, оружие отказывает и т. д. Если пробито (или разбортировалось) колесо, машину «уводит», если все четыре — машина почти не едет. В игре отсутствует экономическая составляющая — единственным источником запчастей и оружия являются пораженные противники. Всё, что было повреждено в бою, требует ремонта. Как сингл, так и некоторые одиночные миссии имеют зачатки вариативности прохождения.

## Дополнения
- Nitro Pack — официальное дополнение к игре, включает оригинал.
- Nitro Riders — только дополнение Nitro Pack, выпущено в 1998 году.
- Arsenal — Gold Edition (графически улучшенная версия оригинала) и Nitro Pack.

## Критика
| Сводный рейтинг       | Сводный рейтинг |
| Агрегатор             | Оценка          |
| --------------------- | --------------- |
| Metacritic            | 80/100          |
| Иноязычные издания    |                 |
| Издание               | Оценка          |
| CGW                   | [ 2 ]           |
| CVG                   | 5/5             |
| Edge                  | 8/10            |
| GamePro               | [ 5 ]           |
| GameRevolution        | B+              |
| GameSpot              | 8,9/10          |
| PC Gamer (US)         | 93 %            |
| Русскоязычные издания |                 |
| Издание               | Оценка          |
| Game.EXE              | 98 %            |

| Сводный рейтинг    | Сводный рейтинг |
| Агрегатор          | Оценка          |
| ------------------ | --------------- |
| GameRankings       | 81 %            |
| Иноязычные издания |                 |
| Издание            | Оценка          |
| GameRevolution     | B+              |
| GameSpot           | 7,2/10          |

| Русскоязычные издания | Русскоязычные издания |
| Издание               | Оценка                |
| --------------------- | --------------------- |
| «Игромания»           | [ 13 ]                |

Interstate '76 получила положительные оценки среди критиков, средний рейтинг на Metacritic составил 80 %. Игра стала финалистом награды «Лучшая action-игра 1997 года» издательства Computer Gaming World, уступив первенство Quake II. Также она в 1997 году стала финалистом Academy of Interactive Arts & Sciences в номинации «Достижения в звуке и музыке», уступив награду PaRappa the Rapper.
Переиздание The Interstate '76 Arsenal, вышедшее 1998 году, также получило положительные оценки.